# Base aerea di Gerbini
La base aerea di Gerbini è stata una struttura militare della Regia Aeronautica in Sicilia, usata durante la seconda guerra mondiale, per gli aerei italiani e i caccia della tedesca Luftwaffe, quindi dalla U.S. Air Force.
La base era situata a Paternò in contrada Gerbini nella piana di Catania (23 km ovest di Catania).

## Storia
L'aeroporto principale è stato creato fra il 1938 e il 1940.
Consisteva in una serie di campi agricoli trasformati in piste di atterraggio e parcheggi. La base era divisa in due settori, Gerbini Nord (508) e Gerbini Sud (505), con due piste distinte, ed era servita dalla stazione ferroviaria di Gerbini che si trovava lungo la linea Palermo-Catania. Appartenevano alla base di Gerbini anche i campi satellite di San Salvatore (Scordia), Finocchiara, Sigonella e Spina Santa.
Durante la seconda guerra mondiale la sua posizione fu sfruttata per portare gli attacchi su Malta e ai convogli navali britannici in transito nel canale di Sicilia, anche se di solito in occasione delle azioni, i reparti si trasferivano temporaneamente su basi più avanzate (Castelvetrano, Pantelleria, etc.).
Nel 1941 vi fu di stanza il 37º Stormo. Nel 1942 invece ci fu basato il 132º Gruppo Autonomo Aerosiluranti al comando del capitano (poi maggiore) Carlo Emanuele Buscaglia, con la 278ª Squadriglia e 281ª Squadriglia.
Nel 1942 fu anche la base delle forze aeree tedesche per l'operazione C3 su Malta (Kampfgeschwader 30, 54, 76,77 e Jagdgeschwader 3, 27, 53).
Durante l'invasione alleata in Sicilia dal luglio 1943 la base fu occupata dalle truppe americane e britanniche che ne sfruttarono le piste per la loro avanzata verso il continente e fu base di gruppi aerei della Twelfth Air Force statunitense fino alla fine del 1944.
Oggi i campi che ospitarono la base di Gerbini sono tornati ad essere dei terreni agricoli coltivati ed a testimoniare l'esistenza della base rimangono solo dei muretti paraschegge che sorgevano accanto ai parcheggi per gli aerei ed un tratto di 500 m della pista in macadam di Gerbini Nord.
Una delle piste satellite è divenuta la base aerea di Sigonella, attrezzata base logistica dell'Aeronautica Militare Italiana, che ospita il 41º Stormo A.S. "Athos Ammannato" e una Naval Air Station della Marina Militare USA, in appoggio alla 6ª Flotta americana nel Mediterraneo.